# Le Thil
|  | Per a altres significats, vegeu «Le Thil-Riberpré». |

Le Thil és un municipi al departament de l'Eure (regió de Normandia, França). L'any 2007 tenia 394 habitants.

## Demografia

### Població
El 2007 la població de fet de Le Thil era de 394 persones. Hi havia 133 famílies de les quals 24 eren unipersonals (8 homes vivint sols i 16 dones vivint soles), 31 parelles sense fills, 70 parelles amb fills i 8 famílies monoparentals amb fills.
La població ha evolucionat segons el següent gràfic:

### Habitatges
El 2007 hi havia 157 habitatges, 135 eren l'habitatge principal de la família, 9 eren segones residències i 13 estaven desocupats. 151 eren cases i 2 eren apartaments. Dels 135 habitatges principals, 110 estaven ocupats pels seus propietaris, 23 estaven llogats i ocupats pels llogaters i 2 estaven cedits a títol gratuït; 1 tenia una cambra, 1 en tenia dues, 29 en tenien tres, 33 en tenien quatre i 71 en tenien cinc o més. 89 habitatges disposaven pel capbaix d'una plaça de pàrquing. A 60 habitatges hi havia un automòbil i a 68 n'hi havia dos o més.

### Piràmide de població
La piràmide de població per edats i sexe el 2009 era:
| Homes | Edats   | Dones |
| ----- | ------- | ----- |
| 0     | 95 o +  | 0     |
| 0     | 90 a 94 | 0     |
| 0     | 85 a 89 | 4     |
| 0     | 80 a 84 | 0     |
| 4     | 75 a 79 | 8     |
| 0     | 70 a 74 | 0     |
| 4     | 65 a 69 | 4     |
| 8     | 60 a 64 | 12    |
| 12    | 55 a 59 | 0     |
| 12    | 50 a 54 | 16    |
| 24    | 45 a 49 | 4     |
| 8     | 40 a 44 | 24    |
| 20    | 35 a 39 | 4     |
| 8     | 30 a 34 | 20    |
| 16    | 25 a 29 | 8     |
| 8     | 20 a 24 | 8     |
| 8     | 15 a 19 | 8     |
| 4     | 10 a 14 | 8     |
| 20    | 5 a 9   | 4     |
| 16    | 0 a 4   | 0     |

## Economia
El 2007 la població en edat de treballar era de 257 persones, 190 eren actives i 67 eren inactives. De les 190 persones actives 175 estaven ocupades (102 homes i 73 dones) i 16 estaven aturades (4 homes i 12 dones). De les 67 persones inactives 23 estaven jubilades, 23 estaven estudiant i 21 estaven classificades com a «altres inactius».

### Ingressos
El 2009 a Le Thil hi havia 137 unitats fiscals que integraven 410 persones, la mediana anual d'ingressos fiscals per persona era de 16.653 €.

### Activitats econòmiques
Dels 14 establiments que hi havia el 2007, 1 era d'una empresa alimentària, 2 d'empreses de construcció, 5 d'empreses de comerç i reparació d'automòbils, 3 d'empreses de serveis, 2 d'entitats de l'administració pública i 1 d'una empresa classificada com a «altres activitats de serveis».
Dels 3 establiments de servei als particulars que hi havia el 2009, 1 era una fusteria, 1 lampisteria i 1 perruqueria.
Dels 3 establiments comercials que hi havia el 2009, 1 era una botiga de menys de 120 m², 1 una botiga de congelats i 1 una sabateria.
L'any 2000 a Le Thil hi havia 6 explotacions agrícoles.

## Equipaments sanitaris i escolars
L'únic equipament sanitari que hi havia el 2009 era una ambulància. El 2009 hi havia una escola elemental integrada dins d'un grup escolar amb les comunes properes formant una escola dispersa.

## Poblacions properes
El següent diagrama mostra les poblacions més properes.